# Natasha Bowen
Natasha Bowen es una escritora y profesora nigeriana-galesa. Escribe libros de fantasía para adultos jóvenes. Es conocida por su novela más vendida del New York Times, Skin of the Sea.

## Primeros años y educación
Natasha Bowen nació en Cambridge, Inglaterra, de padre yoruba nigeriano y madre galesa. Creció en Cambridge con poca exposición a su herencia nigeriana, con la que más tarde se conectaría en la vida y la utilizaría al escribir su novela. Estudió Escritura Creativa en la Universidad de Bath Spa. Después de graduarse, se mudó al este de Londres, donde se convirtió en profesora.

## Vida personal
Bowen tiene tres hijos. Vive en el Reino Unido con su familia.